# Багара (округ)
Шаблон:StateAbbr_ 46°43′ пн. ш. 88°20′ зх. д. / 46.72° пн. ш. 88.34° зх. д.
Округ Беґара (англ. Baraga County) — округ (графство) у штаті Мічиган, США. Ідентифікатор округу 26013.

## Історія
Округ утворений 1875 року.

## Демографія
За даними перепису 
2000 року 
загальне населення округу становило 8746 осіб, усе сільське.
Серед мешканців округу чоловіків було 4601, а жінок — 4145. В окрузі було 3353 домогосподарства, 2223 родин, які мешкали в 4631 будинках.
Середній розмір родини становив 2,93.
Віковий розподіл населення поданий у таблиці:
| Стать    | До 15 років | 15-21 | 22-29 | 30-39 | 40-49 | 50-65 | 65-85 | Понад 85 |
| -------- | ----------- | ----- | ----- | ----- | ----- | ----- | ----- | -------- |
| Чоловіки | 811         | 397   | 531   | 776   | 701   | 785   | 524   | 76       |
| Жінки    | 838         | 314   | 320   | 516   | 615   | 719   | 685   | 138      |

## Суміжні округи
- Маркетт — схід
- Айрон — південь
- Гаутон — захід

## Виноски
1. ↑  US Decennial Census. US Census Bureau. Архів оригіналу за 2 серпня 2018. Процитовано 19 вересня 2014.
2. ↑  Historical Census Browser. University of Virginia Library. Архів оригіналу за 11 серпня 2012. Процитовано 19 вересня 2014.
3. ↑  Population of Counties by Decennial Census: 1900 to 1990. US Census Bureau. Архів оригіналу за 15 лютого 2015. Процитовано 19 вересня 2014.
4. ↑  Census 2000 PHC-T-4. Ranking Tables for Counties: 1990 and 2000 (PDF). US Census Bureau. Архів оригіналу (PDF) за 18 грудня 2014. Процитовано 19 вересня 2014.
5. ↑  State & County QuickFacts. US Census Bureau. Архів оригіналу за 6 липня 2011. Процитовано 26 серпня 2013. [Архівовано 2011-06-06 у Wayback Machine.](англ.) Наведено за англійською вікіпедією.
6. ↑  American FactFinder. Бюро перепису населення США. Архів оригіналу за 26 лютого 2012. Процитовано 31 січня 2008. [Архівовано 2008-05-21 у Wayback Machine.]

| США | Це незавершена стаття з географії США. Ви можете допомогти проєкту, виправивши або дописавши її. |